# Lopuh
Lopuh (repuh, lat. Petasites), rod vodenih trajnica iz porodice Asteraceae, raširen po Euroaziji i Sjevernoj Americi. 
Postoje 23 priznate vrste, a u Hrvatskoj rastu četiri, to su obični, planinski, bijeli i lopuh P. kablikianus

## Vrste
1. Petasites albiflorus Kuvaev
2. Petasites albus Gaertn.
3. Petasites × alpestris Brügger
4. Petasites anapetrovianus Kit Tan, Ziel., Vladimir. & Stevan.
5. Petasites doerfleri Hayek
6. Petasites fominii Bordz.
7. Petasites formosanus Kitam.
8. Petasites frigidus (L.) Fr.
9. Petasites hybridus (L.) G.Gaertn., B.Mey. & Schreb.
10. Petasites japonicus (Siebold & Zucc.) Maxim.
11. Petasites kablikianus Tausch
12. Petasites paradoxus Baumg.
13. Petasites pyrenaicus (Loefl.) G.López
14. Petasites radiatus (J.F.Gmel.) Toman
15. Petasites rechingeri Hayek
16. Petasites rubellus (J.F.Gmel.) Toman
17. Petasites × sachalinensis Toman
18. Petasites spurius Rchb.f.
19. Petasites tatewakianus Kitam.
20. Petasites tricholobus Franch.
21. Petasites versipilus Hand.-Mazz.